# Let Forever Be
Let Forever Be è un singolo del duo di musica elettronica britannico The Chemical Brothers, pubblicato nel 1999 ed estratto dall'album Surrender.
Al brano ha partecipato, come coautore e cantante, Noel Gallagher degli Oasis.

## Tracce
1. Let Forever Be – 3:56
2. The Diamond Sky – 3:37
3. Studio K – 5:48

## Video
Il videoclip della canzone è stato diretto dal regista francese Michel Gondry.

## Classifiche
| Classifiche (1999) | Posizione massima |
| ------------------ | ----------------- |
| Regno Unito        | 9                 |